# Catostomus tahoensis
Catostomus tahoensis е вид лъчеперка от семейство Catostomidae. Видът не е застрашен от изчезване.

## Разпространение и местообитание
Разпространен е в САЩ.
Обитава крайбрежията и скалистите дъна на сладководни басейни, реки и потоци.

## Описание
На дължина достигат до 61 cm.
Продължителността им на живот е около 15 години. Популацията на вида е стабилна.